# Oostkamp
Oostkamp este o comună neerlandofonă situată în provincia Flandra de Vest, regiunea Flandra din Belgia. La 1 ianuarie 2008 avea o populație totală de 22.111 locuitori. 

## Geografie
Comuna actuală Oostkamp a fost formată în urma unei reorganizări teritoriale în anul 1977, prin înglobarea într-o singură entitate a 4 comune învecinate. Suprafața totală a comunei este de 79,65 km². Comuna este subdivizată în secțiuni, ce corespund aproximativ cu fostele comune de dinainte de 1977. Acestea sunt:
| - I. Oostkamp - V. Moerbrugge - VII. Steenbrugge - II. Hertsberge - III. Ruddervoorde - VI. Baliebrugge - IV. Waardamme |

Localitățile limitrofe sunt:
| - Orașul Bruges: - a. Sint-Michiels - b. Assebroek - Comuna Beernem: - c. Oedelem - d. Beernem - Comuna Wingene: - e. Wingene - f. Zwevezele | - Comuna Lichtervelde: - g. Lichtervelde - Orașul Torhout: - h. Torhout - Comuna Zedelgem: - i. Veldegem - j. Loppem |

## Localități înfrățite
- Franța: Chaumont;
- Germania: Bad Nauheim.